# (6998) Tithonus
(6998) Tithonus (3108 T-3) – planetoida z grupy trojańczyków okrążająca Słońce w ciągu 11,87 lat w średniej odległości 5,2 j.a. Odkryta 16 października 1977 roku.